# Rambung Teldak
Rambung Teldak is een bestuurslaag in het regentschap Aceh Tenggara van de provincie Atjeh, Indonesië. Rambung Teldak telt 400 inwoners (volkstelling 2010).